# Spring City (Utah)
Spring City è un comune degli Stati Uniti d'America, nella contea di Sanpete nello Stato dello Utah.